# ホンダ・ロードレーサー
ホンダ・ロードレーサーは、本田技研工業が製造したロードレースに使用する競技用オートバイである。

## モデル一覧

### Cシリーズ
C70Z
C70Zは、1957年型250 ccワークスマシンのロードレーサーである。第2回全日本オートバイ耐久ロードレースでは、4位 - 7位となる。ホンダはこのレースのためにC70Zを自家用機で空輸した。
C75Z
C75Zは、1957年型350 ccワークスマシンのロードレーサーである。C75Zの350 ccエンジンは、250 ccマシンC70Zのエンジンのボアアップ版である。第2回全日本オートバイ耐久ロードレースでは、1位 - 5位となる。ホンダはこのレースのためにC75Zを自家用機で空輸した。
C80Z
C80Zは、1957年型125 ccワークスマシンのロードレーサーである。第2回全日本オートバイ耐久ロードレースでは、3位、4位、6位となる。ホンダはこのレースのためにC80Zを自家用機で空輸した。

### CRシリーズ
CR71
CR71は、1959年型250 ccロードレーサーである。レーシングライダーを対象としたモデルで、販売あるいは貸与された。ヤマハのロードスポーツYDS1（ロードレース用キットパーツあり）に対抗するために製造される。
CR72
CR72は、1963年型250 cc市販ロードレーサーである。ホンダが建造した鈴鹿サーキットの開業イベントレースとなる1962年11月3日と4日の第1回全日本ロードレース選手権で、ホンダに開業記念となる優勝をもたらすために製造されたマシンであり、このレースでデビューする。ヤマハTD1に対抗するために製造される。
1963年のロードレース世界選手権（WGP）には高橋国光がCR72で出場したが、市販ロードレーサーではワークスマシンに勝てるはずがなかった。高橋はシーズン途中からワークスマシンRCに乗れることになったのだが、チーム監督から日本への帰国を命じられ、シーズン途中でWGPから離脱せざるを得なかった。
CR77
CR77は、1963年型305 cc市販ロードレーサーである。ホンダが建造した鈴鹿サーキットの開業イベントレースとなる1962年11月3日と4日の第1回全日本ロードレース選手権で、ホンダに開業記念となる優勝をもたらすために製造されたマシンであり、このレースでデビューする。
CR93
CR93ベンリィレーシングは、空冷4ストロークDOHC直列2気筒125 ccエンジンを搭載した1962年型市販ロードレーサーである。第5回全日本モーターサイクルクラブマンレース（九州 雁ノ巣）で優勝する。CR93はロードスポーツとして販売された当時のスーパースポーツであるが、レースキットが発売され、ロードレース世界選手権や日本国内のモトクロスでも使用された。
当時CRシリーズは公道走行不可の競技専用車両に付与される車名であるが、1962年に限っては全日本モーターサイクルクラブ連盟（MCFAJ）がノービスクラスの車両規定に運輸省（現・国土交通省）の型式認定をホモロゲーションとして規定したため、ホンダはこの規定を満すためにCR93を市販した。このクラブマンレースに出場するためのバイクは生産台数50台以上市販されており、50 ccクラスのCR110カブレーシングと共に製造販売された公道走行可能モデルである。
車体は、カウルを除去しバーハンドルに交換こそされているが、大幅に後退させた調整式ステップ・カムギアトレーン4バルブDOHCエンジン・前輪⌀200大径ドラムブレーキ・乾式クラッチなどレーサーそのものに保安部品を装着したと言っても過言ではないモデルである。
販売価格はCB92が155,000円とされた当時にほぼ倍となる300,000円。総生産台数も極少数で、多くは輸出やレースで使用されたため残存する個体は極めて少ない。
CR110
CR110カブレーシング（シーアールひゃくとうカブレーシング）は、空冷4ストローク DOHC 単気筒50 ccエンジンを搭載した1962年型市販ロードレーサーである。第5回全日本モーターサイクルクラブマンレース（九州 雁ノ巣）で優勝した。。CR110には市販ロードレーサーとロードスポーツの2車種があり、ギアボックスは、初期生産型のロードスポーツが5段、中期、および後期ロードレーサーが8段である。上述のCR93と同じ理由で市販された。
車名にカブが含まれるのは、クランクケースをカブ系横型エンジンをベースとしたことに由来するが、前傾35度空冷4ストロークカムギアトレーン4バルブDOHC単気筒エンジンはまったくの新設計とされた。
販売価格は1960年発売のスポーツカブC110が58,000円とされた当時にほぼ3倍となる170,000円。総生産台数も極少数で、多くは輸出やレースで使用されたため残存する個体は極めて少ない。
なお短期間での製造にも関わらず初期型・中期型・後期型の3種類に分類されるモデルが製造された。

### CYBシリーズ
CYB350
CYB350は、ロードスポーツの1968年型CB350にHRCの前身であるRSC（レーシングスポーツクラブ）製のキットパーツを組み込んだロードレーサーである。キットパーツは主にエンジンおよびギアボックス関連である。車体には大幅な改造が加えられている。1968年に開催された第4回東京モーターショーに出品された。

### MTシリーズ
MT125R

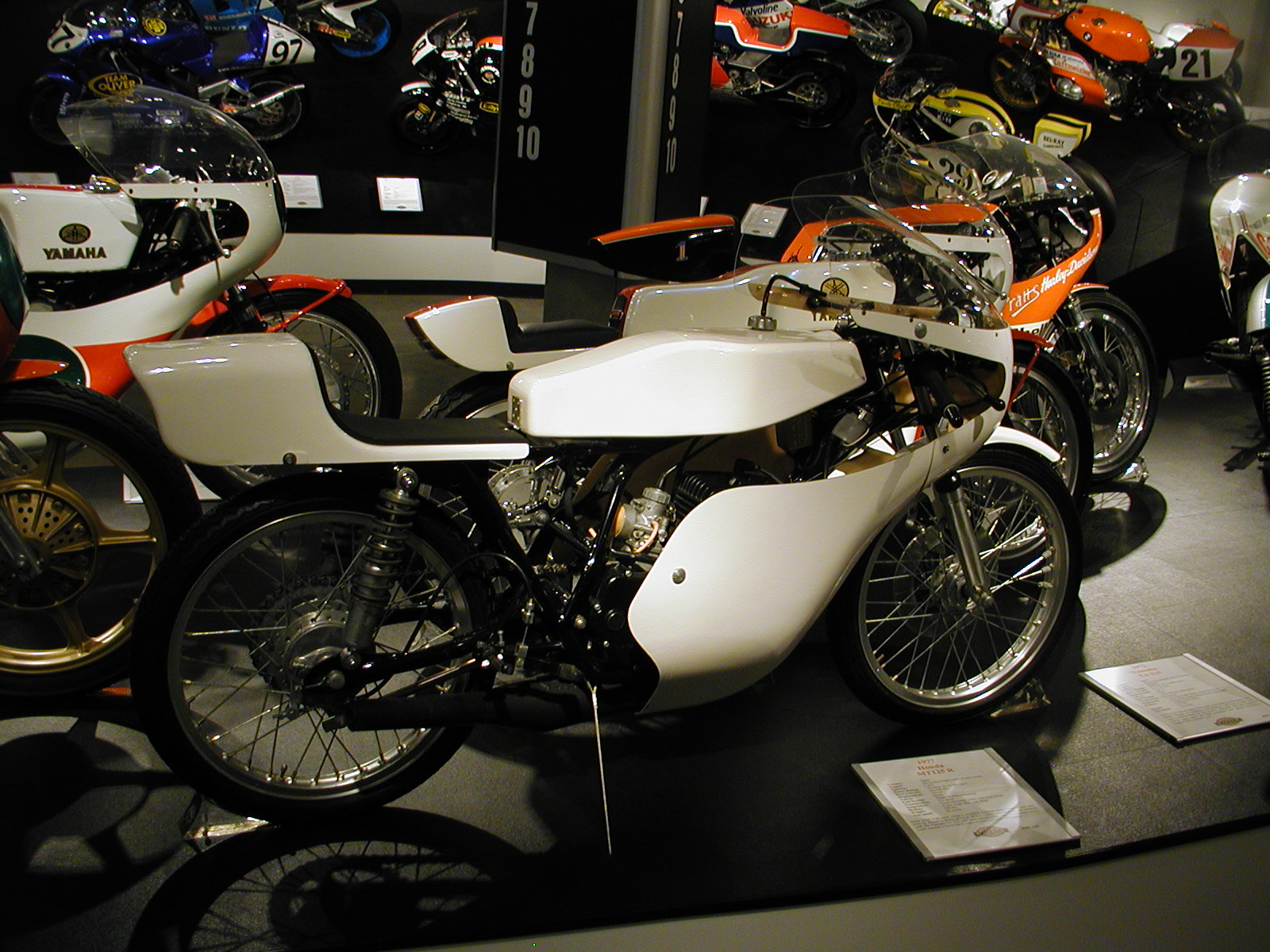
ホンダ MT125R（空冷2ストローク125 cc単気筒エンジン搭載）

MT125Rは、市販モトクロッサーCRのエンジンをHRCの前身であるRSC（レーシングスポーツクラブ）製のフレームに搭載した1976年型125 cc市販ロードレーサーである。

### NRシリーズ
NR500
NR500（エヌアールごひゃく）は、水冷4ストロークV型4気筒楕円ピストン500 cc エンジンを搭載したワークスマシンのロードレーサーである。
NR750
NR750（エヌアールななひゃくごじゅう）は、水冷4ストローク750 ccV型4気筒楕円ピストン750 cc エンジンを搭載したワークスマシンのロードレーサーである。

### NSシリーズ
NS500
NS500（エヌエスごひゃく）は、水冷2ストロークV型3気筒500 ccエンジンを搭載したワークスマシンのロードレーサーである。

### NSFシリーズ
NSF250R
NSF250R（エヌエスエフにひゃくごじゅうアール）は、4ストロークDOHC4バルブ単気筒250 ccエンジンを搭載した市販ロードレーサー。2011年12月販売開始。

### NSRシリーズ
NSR250
NSR250（エヌエスアールにひゃくごじゅう）は、水冷2ストロークV型2気筒250 ccエンジンを搭載したワークスマシンのロードレーサーである。
NSR500
NSR500（エヌエスアールごひゃく）は、水冷2ストロークV型4気筒500 ccエンジンを搭載したワークスマシンのロードレーサーである。
NSR500V
NSR500V（エヌエスアールごひゃくブイ）は、水冷2ストロークV型2気筒500 ccエンジンを搭載したロードレーサーである。当初ワークスマシンとして開発されたが、後にプライベーターにも販売された。

### RCシリーズ

#### 50 ccクラス
RC111
RC111は、4ストロークDOHC4バルブ単気筒50 ccエンジンを搭載した1962年型ワークスマシンのロードレーサーである。
RC114
RC114は、4ストロークエンジンを搭載した1964年型ワークスマシンのロードレーサーである。
RC115
RC115は、4ストロークエンジンを搭載したワークスマシンのロードレーサーである。

#### 125 ccクラス
RC141
RC141は、空冷4ストローク2バルブ直列2気筒125 ccエンジンを搭載した1959年型ワークスマシンのロードレーサーである。ロードレース世界選手権第2戦イギリスGP／マン島TT（クリプス・コース）に出場し、8位（田中(木貞)助）となる。
RC142
RC142は、空冷4ストローク4バルブ直列2気筒125 ccエンジンを搭載した1959年型ワークスマシンのロードレーサーである。ロードレース世界選手権第2戦イギリスGP／マン島TT（クリプス・コース）に出場し、6位（谷口尚巳）、7位（鈴木義一）、11位（鈴木淳三）となり、チーム優勝する。
RC143
RC143は、空冷4ストローク4バルブ2気筒125 ccエンジンを搭載した1960年型ワークスマシンのロードレーサーである。
2RC143

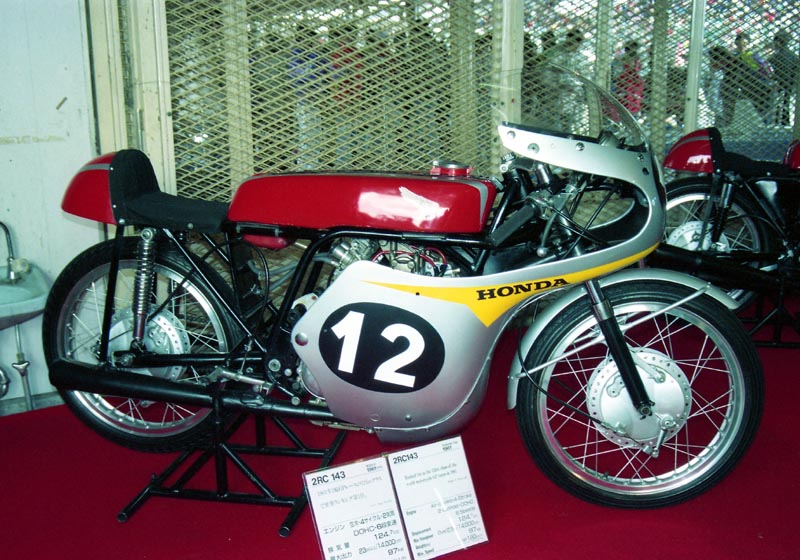
ホンダ2RC143（1961年型）

2RC143は、RC143の後継機の1961年型125 ccワークスマシンのロードレーサーである。ロードレース世界選手権1961年シーズン後半にデビューする。
RC144
RC144は、RC141を改良した1961年型ワークスマシンのロードレーサーである。エンジンの出力不足と多発するエンジンの故障によりロードレース世界選手権1961年シーズン途中でRC143の後継機である2RC143に道を譲る。しかし、イギリスGP／マン島TTでは、マイク・ヘイルウッドのライディングにより優勝を勝ち取り、2位となったルイジ・タベリはこれまでのラップレコードを破った（ファーステストラップ 25'35"6、平均速度 142.35 km/h）。
RC145
RC145は、空冷4ストロークDOHC4バルブ直列2気筒125 ccエンジンを搭載したワークスマシンのロードレーサーである。
RC149
RC149は、125 ccエンジンを搭載したワークスマシンのロードレーサーである

#### 250 ccクラス
RC160

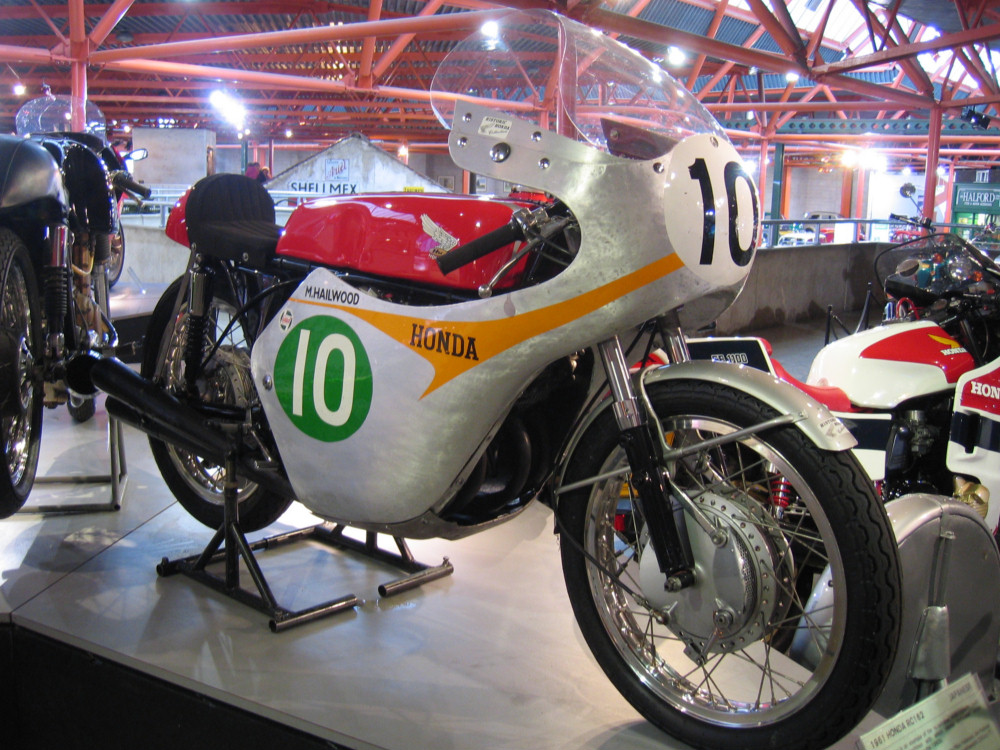
ホンダ RC162

RC160は、空冷4ストロークDOHC4バルブ直列4気筒250 ccエンジンを搭載した1959年型ワークスマシンのロードレーサーである。排気量250 ccのエンジンで4気筒の採用は世界初である。第3回全日本オートバイ耐久ロードレースでデビューし、1-2-3フィニッシュでデビュー戦を飾る。
RC161
RC161は、空冷4ストロークDOHC4バルブ直列4気筒250 ccエンジンを搭載した1960年型ワークスマシンのロードレーサーである。キャブレターを4個装備しており、250 ccエンジンとしては世界初である。
RC162
RC162は、1961年型ワークスマシンのロードレーサーである。イギリスGP／マン島TTでは、マイク・ヘイルウッドのライディングにより優勝を勝ち取り、5周目まで先頭を走っていたボブ・マッキンタイヤのファーステストラップは今までのラップレコードを破った（ファーステストラップ 22'44"0、平均速度 160.22 km/h）。
RC163
RC163は、空冷4ストロークDOHC4バルブ直列4気筒250 ccエンジンを搭載したワークスマシンのロードレーサーである。
RC164
RC164は、空冷4ストロークDOHC4バルブ直列4気筒250 ccエンジンを搭載したワークスマシンのロードレーサーである。
RC165

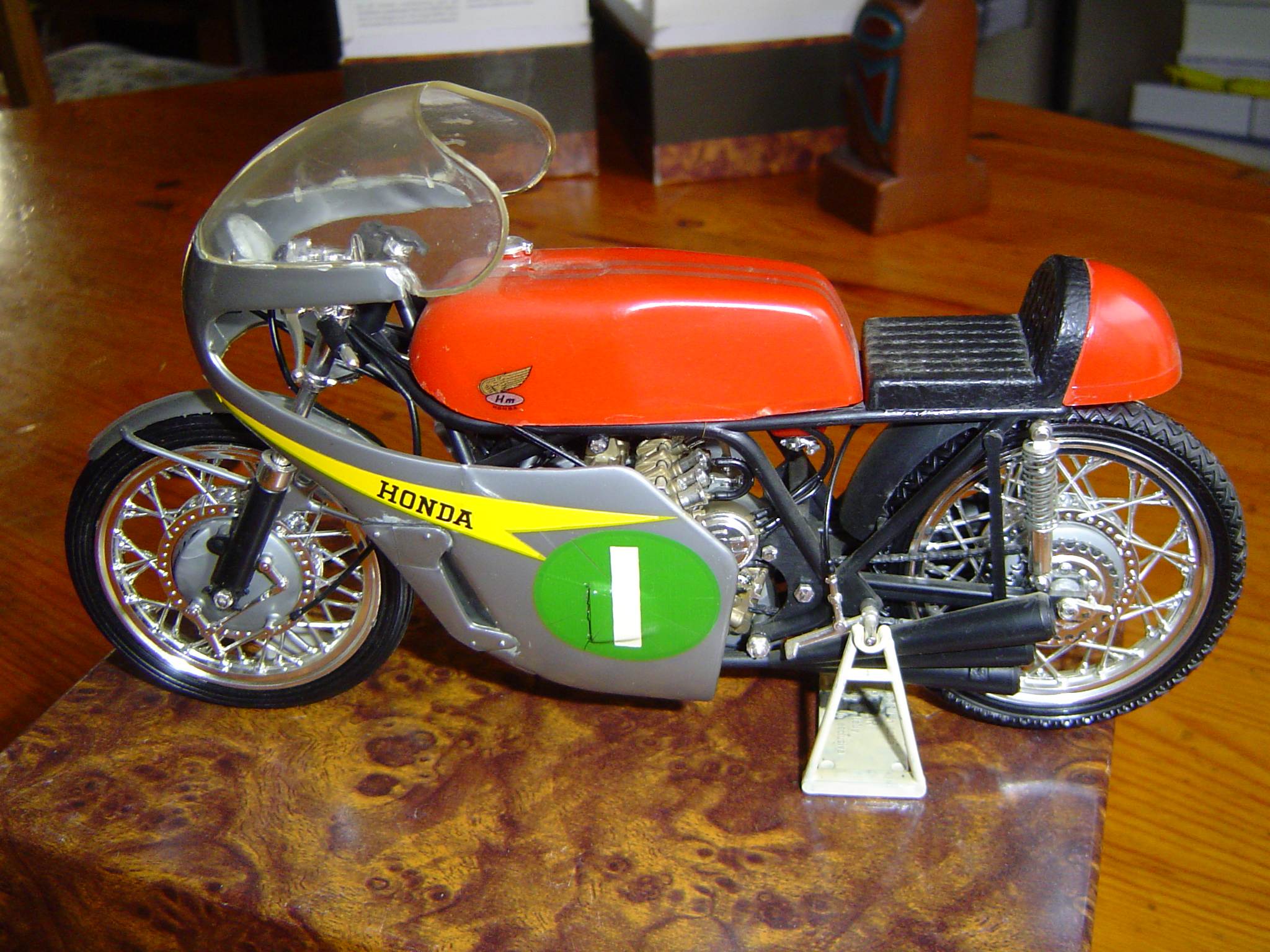
ホンダ RC165

RC165は、4ストローク直列6気筒250 ccエンジンを搭載したワークスマシンのロードレーサーである。

#### 350 ccクラス
RC170
RC170は、空冷ストロークDOHC4バルブ直列4気筒285 ccエンジンを搭載したロードレース世界選手権350 ccクラス用1962年型ワークスマシンのロードレーサーである。RC163の250 ccエンジンのボアを3 mm拡張して285 ccエンジンとした。過去数年のイギリスGP／マン島TTの記録では、前年（1961年）のマイク・ヘイルウッドが駆る250 ccマシン（RC162）の方が350 ccマシンよりも平均速度が速かったため、285 ccエンジンでもマン島TTを制することができると踏んで開発されたマシンで、ホンダはマン島TTに2台で参戦するが、トム・フィリスはローレルバンクで事故死、ボブ・マッキンタイヤはリタイアとなる。
RC171
RC171は、4ストローク直列4気筒350 ccエンジンを搭載した1962年型ワークスマシンのロードレーサーで、オランダGP／ダッチTTから投入される。
RC172
RC172は、4ストローク直列4気筒350 ccエンジンを搭載した1963年型ワークスマシンのロードレーサーである。もともとは、1964年ロードレース世界選手権350 ccクラス用マシンとして開発していたが、第4戦イギリスグランプリ／マン島TTに350 ccで優勝すべく投入。その後、最終戦の日本GP（鈴鹿サーキット）に再登場。
2RC172
2RC172は、4ストローク直列4気筒350 ccエンジンを搭載した1965年型ワークスマシンのロードレーサーで、RC172の改良型である。
RC173
RC173は、4ストローク直列4気筒350 ccエンジンを搭載した1966年型ワークスマシンのロードレーサーである。
RC174
RC174は、4ストローク直列6気筒297 ccエンジンを搭載したロードレース世界選手権350 ccクラス用1967年型ワークスマシンのロードレーサーで、このマシンのエンジンは250 cc直列6気筒エンジンを基に開発された。WGPでは8戦に出走し、7勝する。

#### 500 ccクラス
RC180
RC180は、4ストローク直列4気筒500 ccエンジンを搭載したロードレース世界選手権500 ccクラス用の試作機である。
RC181

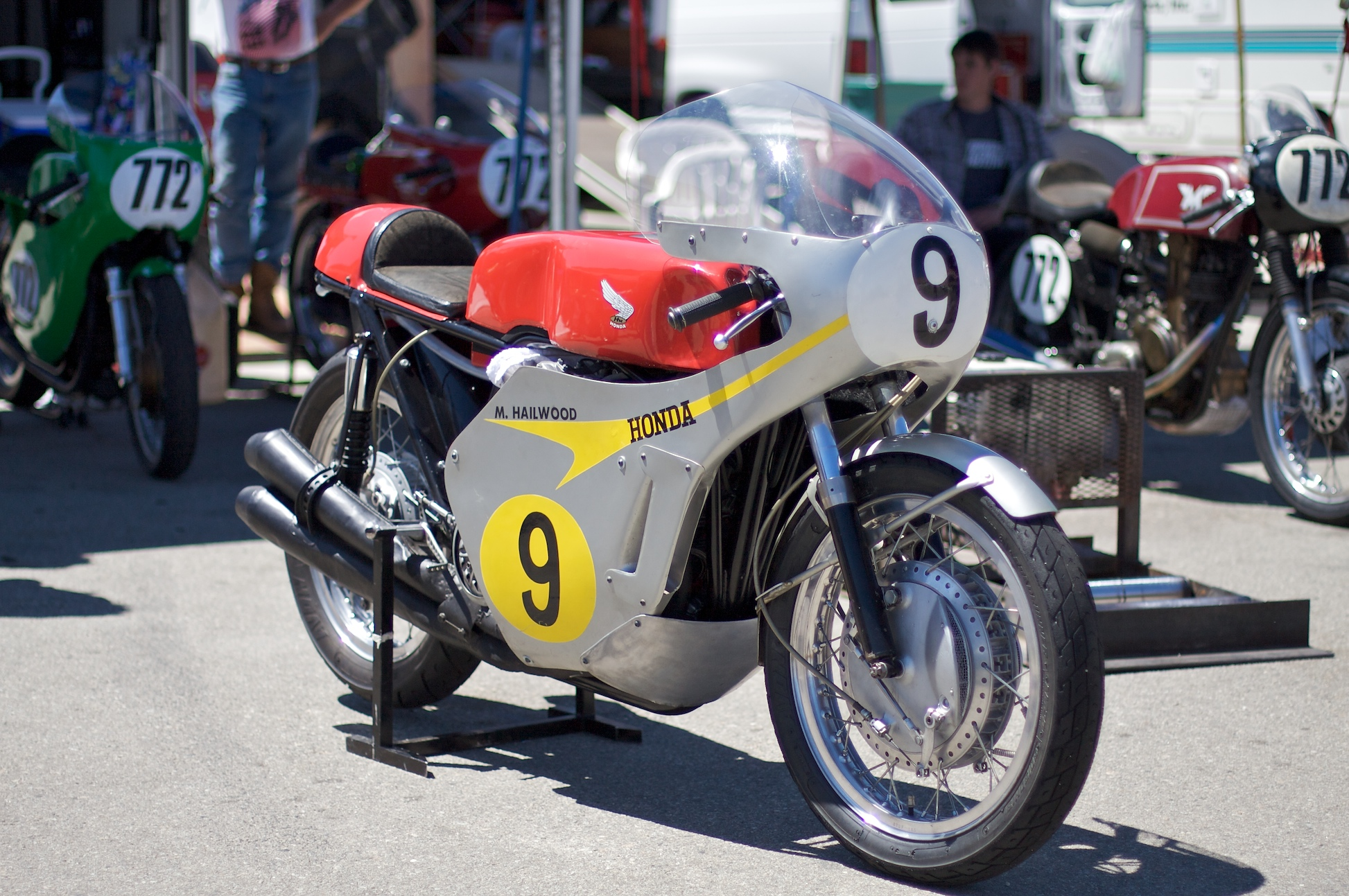
マイク・ヘイルウッドが駆ったRC181

RC181は、4ストローク直列4気筒500 ccエンジンを搭載した1966年型ワークスマシンのロードレーサーで、ロードレース世界選手権500 ccクラスでメーカーチャンピオンを獲得した。
2RC181
2RC181は、4ストローク直列4気筒500 ccエンジンを搭載した1967年型ワークスマシンのロードレーサーである。

### RCBシリーズ
RCB（アールシービー）は、1976年型ロードスポーツCB750Four（空冷4ストロークSOHC直列4気筒736 ccエンジン）のクランクケースとボアアップしたシリンダーにDOHC化したシリンダーヘッドを組み合わせたワークスマシンのロードレーサーである。主に耐久レースで活躍する。ホンダは1975年のボルドール24時間耐久ロードレースでカワサキZ1改が1-2-3フィニッシュを飾ったことに衝撃を受け、ワークス活動を再開してRCBを開発する。後継はRS1000。1979年型はロードスポーツCB750F。前出とは別にCBR400RR用水冷4ストロークDOHC 直列4気筒 399 ccエンジンをベースに開発されたRCB400が1988年の全日本選手権TTF-3に参戦した。
RCB480
RCB480は、1976年型ワークスマシンのロードレーサーである。1976年4月25日に開催されたオランダ・ザンドヴォルク600 kmのデビュー戦で優勝する。
RCB480A
RCB480Aは、1976年型ワークスマシンのロードレーサーである。RCB480Aは2車種ある。
RCB481A
RCB481Aは、新型フレームにクランクを新設計したエンジンを搭載する1977年型ワークスマシンのロードレーサーである。
RCB482A
RCB482Aは、クランクケースとシリンダーヘッドを改良した1978年型ワークスマシンのロードレーサーである。
RCB483
RCB483は、1978年型ロードスポーツCB900Fを基に開発された1979年型ワークスマシンのロードレーサーである。CB900Fのエンジン設計は1000 cc対応ではないため、排気量アップの改造には限界があり、1000 ccフルスケールを実現できなかった。

### RCVシリーズ
RC211V
RC211V（アールシーにいちいちブイ）は、水冷4ストロークV型5気筒990 ccエンジンを搭載したワークスマシンのロードレーサーである。
RC212V
RC212V（アールシーにいいちにブイ）は、水冷4ストロークV型4気筒800 ccエンジンを搭載したワークスマシンのロードレーサーである。
RC213V
RC213V（アールシーにいいちさんブイ）は、水冷4ストロークV型4気筒1000 ccエンジンを搭載したワークスマシンのロードレーサーである。

### RSシリーズ
RS1000
RS1000（アールエスせん）は、空冷4ストローク直列4気筒1000 ccエンジンを搭載したロードレーサーである。
1980年から1983年のTTF-1に投入された。前年モデルはRCB。
RS1000RW
RS1000RW（アールエスせんアールダブリュー）は、水冷4ストロークV型4気筒1025 ccエンジンを搭載したロードレーサーである。
1983年のデイトナ200に投入された。
RS850R
RS850R（アールエスはっぴゃくごじゅうくアール）は、水冷4ストロークV型4気筒850 ccエンジンを搭載したロードレーサーである。
1983年のTTF-1に投入された。
RS750R
RS750R（アールエスななひゃくごじゅうアール）は、水冷4ストロークV型4気筒750 ccエンジンを搭載したロードレーサーである。
1984年のTTF-1に投入された。後継はRVF750。
RS125R
RS125R（アールエスひゃくにじゅうごアール）は、水冷2ストローク単気筒125 ccエンジンを搭載した市販ロードレーサーである。
RS250R
RS250R（アールエスにひゃくごじゅうアール）は、水冷2ストロークV型2気筒250 ccエンジンを搭載した市販ロードレーサーである。
RS250RW
RS250RW（アールエスにひゃくごじゅうアールダブリュー）は、水冷2ストロークV型2気筒250 ccエンジンを搭載したワークスマシンのロードレーサーである。有力エントラントにホンダから供給されたスペシャルモデルで後継はNSR250。
1985年にフレディ・スペンサーが駆り、250 ccクラスの世界チャンピオン。同年に小林大が駆り、250 ccクラスの全日本チャンピオンとなる。2009年に青山博一が250 ccクラスの世界チャンピオンとなる。
RS500R
RS500R（アールエスごひゃくアール）は、水冷2ストロークV型3気筒500 ccエンジンを搭載した市販ロードレーサーである。